# 柯子岭六榕寺和尚墓塔群
柯子岭六榕寺和尚墓塔群，位于中国广东省广州市白云区白云山柯子岭和顺岗，为广州市的一个市、县级文物保护单位，类型为古墓葬，公布时间为1993年8月。
柯子岭六榕寺和尚墓塔群的历史年代为明、清。